# Heterocyclus
Heterocyclus là một chi ốc nước ngọt nhỏ, động vật thân mềm chân bụng có mài sống trong môi trường nước ngọt trong họ Hydrobiidae.

## Các loài
Các loài thuộc chi Heterocyclus bao gồm:
- Heterocyclus perroquini
- Heterocyclus petiti